# Xian de Chongren
Le xian de Chongren (崇仁县 ; pinyin : Chóngrén Xiàn) est un district administratif de la province du Jiangxi en Chine. Il est placé sous la juridiction de la ville-préfecture de Fuzhou.

## Démographie
La population du district était de 304 806 habitants en 1999.